# Endingidi

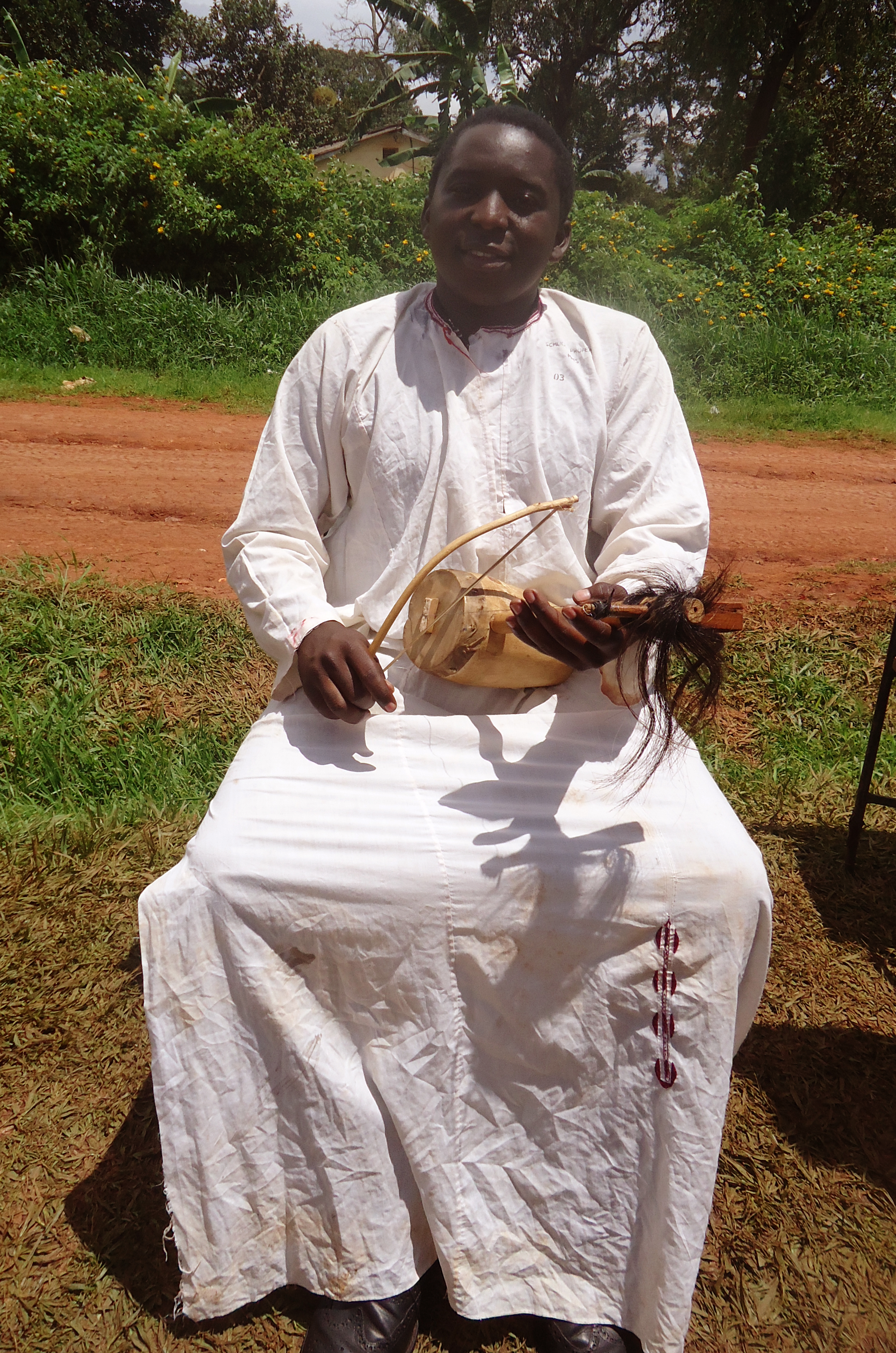
Ein Baganda in traditionellem Gewand spielt endingidi

Endingidi, auch endingiri, eningiri, ist eine einsaitige Röhrenspießgeige der Baganda und Ankole in Uganda. Das einfache Streichinstrument wird von Männern solo, als Liedbegleitung und in kleiner Besetzung zur Unterhaltung gespielt.

## Herkunft und Verbreitung
Neben den weit verbreiteten Spießlauten werden in Subsahara-Afrika auch einige einsaitige Musikbögen und Stabzithern gestrichen. Hierzu gehören der mit einem Holzstab gestrichene Mundbogen umrhubhe der südafrikanischen Xhosa sowie die Trogzither segankuru und die Stabzither isankuni, die beide mit einem kurzen Streichbogen gespielt werden.
Bei afrikanischen Spießlauten geht der lange gerade, aus einem Holzstab bestehende Hals durch den Korpus hindurch und ragt an der gegenüberliegenden Seite ein kurzes Stück hinaus. Von der Form des Korpus werden drei unterschiedliche Instrumententypen unterschieden. In Westafrika sind beim besonderen Typ der Binnenspießlauten, deren Saitenträger im Innern endet, schalenförmige Resonanzkörper verbreitet. Hierzu zählen die malische ngoni und ihre Verwandten weiter nördlich in der Sahara: die Zupflauten tidinit, tahardent und die einsaitige Fiedel imzad der Tuareg. Eine typische Schalenspießgeige mit durchgehendem Stab ist die goge der Hausa.
Röhrenspießgeigen, bei denen der Stab nicht längs, sondern diametral den Korpus durchdringt, sind dagegen für Ostafrika typisch. Im Westen Kenias ist eine Röhrenspießgeige unter dem Namen asiriri bekannt; die in Ruanda gespielte Röhrenspießgeige heißt iningiri. Mit akadingidi wird in Uganda eine Stabzither mit röhrenförmigem Korpus bezeichnet. In den 1960er Jahren wurde bei den Sandawe in Zentraltansania die Röhrenspießgeige zogozogo populär. Die ekegogo ist eine Röhrenspießgeige im Kuria-Distrikt im Südwesten Kenias. Die Chewa in Malawi spielen die einsaitige kaligo. Im Kongo sind die Röhrenspießgeigen akaghovoghovo bei den Nande-Sprechern, dongu bei den Ndo-Sprechern, lungoyongoyo bei den Bakongo, ndingiti bei den Hema und nkenkete bekannt.
Zum in Schwarzafrika seltenen dritten Typ mit kastenförmigem Korpus zählt in Äthiopien die einsaitige Streichlaute masinko.
Während die westafrikanischen schalenförmigen Lauten vom Maghreb mit der Islamisierung durch die Araber ab dem 11. Jahrhundert durch die Sahara in die Sudanregion gelangten (siehe ngoni), kommt für die ostafrikanischen Röhrenspießgeigen ein Einfluss ähnlicher chinesischer Fideln, etwa der zweisaitigen erhu in Betracht. Arabische Händler haben hauptsächlich im 18. Jahrhundert mit der Swahili-Kultur Schalenspießgeigen wie die tansanische zeze in ganz Ostafrika verbreitet. Wesentlich später, erst am Ende des 19. Jahrhunderts brachten sie die Röhrenspießgeigen von der ostafrikanischen Küste ins Inland bis an den Victoriasee.
Zur Frage, wann die endingidi in Buganda angekommen war, verweist Klaus P. Wachsmann auf den Musikinstrumentenkatalog (Ekitabo kye Mpisa za Baganda, „Das Buch der Gebräuche von Buganda“) von Apolo Kagwa, oberster Minister (katikiro) am Hof von Buganda, aus dem Jahr 1905, worin das Instrument noch nicht erwähnt wird. Ein späterer Autor namens Byangwa, der 1925 vom Kabaka beauftragt wurde, eine für die Jugend geeignete Liedersammlung zu verfassen, fügte seinem Werk ein eigenes Kapitel für Lieder mit endingidi-Begleitung bei. Byangwa äußerte sich über die endingidi-Lieder jedoch abschätzig, die er für eine minderwertige fremdländische Tradition hielt. Ein Chief des Königreichs Busoga am Nordufer des Victoriasees gab an, dass Swahili-Händler die endingidi 1903 in seinem Reich eingeführt hätten. Um 1907 dürfte die endingidi ihren Weg nach Buganda gefunden haben. K. A. Gourlay (2013) stellt hingegen fest, ein junger Musiker namens Eriya Kafero aus Mityana habe 1906/07 die endingidi erfunden, mutmaßlich aus einer Kombination des einheimischen Erdbogens sekitulege mit der arabischen Spießgeige rbāb von der Swahiliküste.
Im folgenden Jahre wurde die erste große Handelsmesse in Buganda veranstaltet, die mit einem Volksfest verbunden war. Viele Leute erinnerten sich danach an das dort aufgestellte Karussell, weil es in einem Lied mit dem Titel Ekyuma kya Bboola („Die sich im Kreis drehende Maschine“) besungen wurde, zu dessen Begleitung unter anderem eine endingidi diente. Dieser Umstand trug wesentlich zur anfänglichen Popularisierung der Röhrenspießgeige bei. 1911 wurde sie in der südwestugandischen Region Kigezi eingeführt und etwa zur selben Zeit im Kongo. Im Ersten Weltkrieg von 1914 bis 1918 war die Fiedel bei den Askaris, den einheimischen Soldaten in den Kolonialtruppen beliebt.

## Bauform
Eine Frühform der Laute besaß einen Schalenresonator, dessen Decke nicht, wie in Westafrika üblich, aus einer Tierhaut, sondern aus einem Baumblatt bestand. 1907 wurde dieses Modell durch eine Röhrenform aus Holz ersetzt, die während des Ersten Weltkriegs durch Soldaten verbreitet wurde.
Vor der Bearbeitung vergraben die Ankole einen Holzklotz mindestens zwei Wochen lang im Boden, um das Material weicher zu machen. Danach wird die Form dünnwandig ausgehöhlt und auf beiden Seiten glatt geschliffen. Alternativ kann eine Kalebasse oder ein Kuhhorn verwendet werden. Letzteres wird mit einem heißen Messer ausgehöhlt. Die hölzernen Resonanzkörper (mulugwa) sind etwa 15 Zentimeter hoch mit einem Durchmesser von zehn Zentimetern. Die bevorzugte Holzart heißt regional lusambya (Markhamia lutea, Familie der Trompetenbaumgewächse). Die Membran besteht bei den Baganda aus der Haut einer Antilope oder einer jungen Ziege (akatalaganya), die Ankole verwenden auch Schaf, Steppenwaran und Python. Die frische Haut wird längere Zeit (einen Tag) in Wasser eingeweicht, gereinigt, dann nass straff über die obere Öffnung gezogen und an den Rändern mit Stoffstreifen fest umwickelt. Am nächsten Tag hat sich die trockene geschrumpfte Haut festgezogen.
Der Halsstab sollte aus enzo (Teclea nobilis, Familie der Rautengewächse) bestehen. Er wird dicht unter der Oberseite diametral durch den Korpus gesteckt. Etwa sechs Zentimeter vor seinem Ende befindet sich ein Bohrloch im Stab, das im rechten Winkel einen nach vorne stehenden langen Wirbel (akaleega) aufnimmt. Die Ankole befestigen die Saite am oberen Ende stattdessen mit einem fest sitzenden Hautstreifen. Die Saite (akaguwa) läuft über einen kleinen zylindrischen Steg (ekkundi), der in der Mitte auf der Membran liegt, und wird am unteren Stabende festgebunden. Durch Verschieben des Steges kann die Tonhöhe feingestimmt werden. Die Saite bestand früher aus einer Tiersehne oder aus Pflanzenfasern, heute kommt meist Nylon (Angelschnur) zum Einsatz. Der Streichbogen besteht aus einem Aststück, das sich durch die Bespannung mit Sisalfasern zum Halbkreis formt. Die Fasern werden vor dem Spiel mit Harz eingerieben. Eine kleine, hoch klingende Fiedel nennt sich endingidi entono, das größere Bassinstrument heißt endingidi ey'olutamba oder olufule. Auf den Wirbelkasten wird eine buschig abstehende Quaste (ekikuzzi) aus Ziegenhaar geklebt, welche das Instrument schmücken und ihm eine gewisse Würde verleihen soll.

## Spielweise
Der Sänger, der sich selbst auf der endingidi begleitet, hält im Sitzen die Öffnung des auf dem Oberschenkel ruhenden und schräg nach vorne ragenden Instruments gegen seinen linken Ellbogen. Mit der linken Hand umgreift er den Hals; Zeigefinger, Mittelfinger oder kleiner Finger berühren die Saite leicht von der Seite. Sie wird nicht auf den Hals niedergedrückt. Die Stimmung erfolgt individuell nach den Erfordernissen der Melodie. Der Bogen wird zwischen Zeigefinger und Daumen der rechten Hand gehalten, mit dem Daumen in der Ecke zwischen dem Bogenstab und der Sisalbespannung, w#hrend der Zeigefinger außen über den Stab gekrümmt wird. In nahezu waagrechter Position an einer Schnur um den Hals hängend kann die endingidi auch im Stehen gespielt werden.
Anfang des 20. Jahrhunderts war das Instrument besonders bei Jugendlichen beliebt. Die Lieder handeln vom Alltag und werden zur allgemeinen Unterhaltung und bei festlichen Anlässen wie Hochzeiten vorgetragen. Im dörflichen Orchester spielt die endingidi mit dem Holmxylophon amadinda, Trommeln (bei den Ankole mit der einfelligen Fasstrommel engoma) und Rasseln zusammen.
Am Hof des Kabaka von Buganda gehörte ab dieser Zeit die endingigi zusammen mit der Schalenleier endongo zum Palastorchester, während die bisher am Hof bedeutende Bogenharfe ennanga in den Hintergrund trat.